# Catedral de San Patricio (Skibbereen)
La Catedral de San Patricio o simplemente Catedral de Skibbereen (en inglés: St. Patrick’s Cathedral) es la catedral católica de Skibbereen, una ciudad de Irlanda, y además la Pro-Catedral de la diócesis de Cork y Ross.
La iglesia, diseñada por el arquitecto Michael Augustine O'Riordan, fue construida entre 1826 y 1830 en estilo neoclásico. El tímpano de la fachada está rematado por una espadaña.
El interior es también de estilo neoclásico, tiene una apariencia desigual debido a la construcción de túneles en los brazos del crucero. El Tabernáculo contaba con un retablo del pintor irlandés Samuel Forde, que ahora se conserva en la iglesia de San Barrahane, en Castlehaven.